# Maria Suelen Altheman
Maria Suelen Altheman (Amparo, 12 agosto 1988) è una judoka brasiliana.

## Biografia
Ha fatto parte della spedizione brasiliana ai Giochi olimpici di Londra 2012 venendo eliminata nel match per la medaglia di bronzo da Tong Wen.

## Palmarès
- Mondiali

Rio de Janeiro 2013: argento nei 78kg.
Rio Chelyabinsk 2014: argento nei 78kg.
Budapest 2017: argento nella gara a squadre.
Tokyo 2019: bronzo nella gara a squadre.
- Giochi panamericani

Guadalajara 2011: bronzo nei +78kg.
Toronto 2015: bronzo nei +78kg.
- Campionati panamericani

Caguas 2005: bronzo nei +78kg.
San Salvador 2010: bronzo nei +78kg e nella categoria open.
Guadalajara 2011: bronzo nei +78kg.
Montreal 2012: bronzo nei +78kg.
Guayaquil 2014: argento nei +78kg.
Havana 2016: argento nei +78kg.
Lima 2019: argento nei +78kg.

### Vittorie nel circuito IJF
| Data             | Località   | Paese               | Categoria |
| ---------------- | ---------- | ------------------- | --------- |
| 20 novembre 2011 | Amsterdam  | Paesi Bassi         | Gran Prix |
| 26 maggio 2012   | Mosca      | Russia              | Gran Slam |
| 24 febbraio 2013 | Düsseldorf | Germania            | Gran Prix |
| 5 maggio 2013    | Baku       | Azerbaigian         | Gran Slam |
| 21 luglio 2013   | Mosca      | Russia              | Gran Slam |
| 21 febbraio 2016 | Düsseldorf | Germania            | Gran Prix |
| 30 ottobre 2016  | Abu Dhabi  | Emirati Arabi Uniti | Gran Slam |